# کالپی واتارا
کالپی واتارا (انگلیسی: Kalpi Ouattara؛ زادهٔ ۲۹ دسامبر ۱۹۹۸) بازیکن فوتبال اهل ساحل عاج است.
از باشگاه‌هایی که در آن بازی کرده است می‌توان به باشگاه فوتبال آسک میموساس اشاره کرد.
وی همچنین در تیم ملی فوتبال ساحل عاج بازی کرده است.